# بوبي غراي
بوبي غراي (بالإنجليزية: Bobby Gray)‏ هو لاعب كرة قدم أمريكية أمريكي، ولد في 30 أبريل 1978 في هيوستن في الولايات المتحدة.

## وصلات خارجية
- بوبي غراي على موقع مرجع كرة القدم المحترفة.كوم (الإنجليزية)